# Bernard Levin

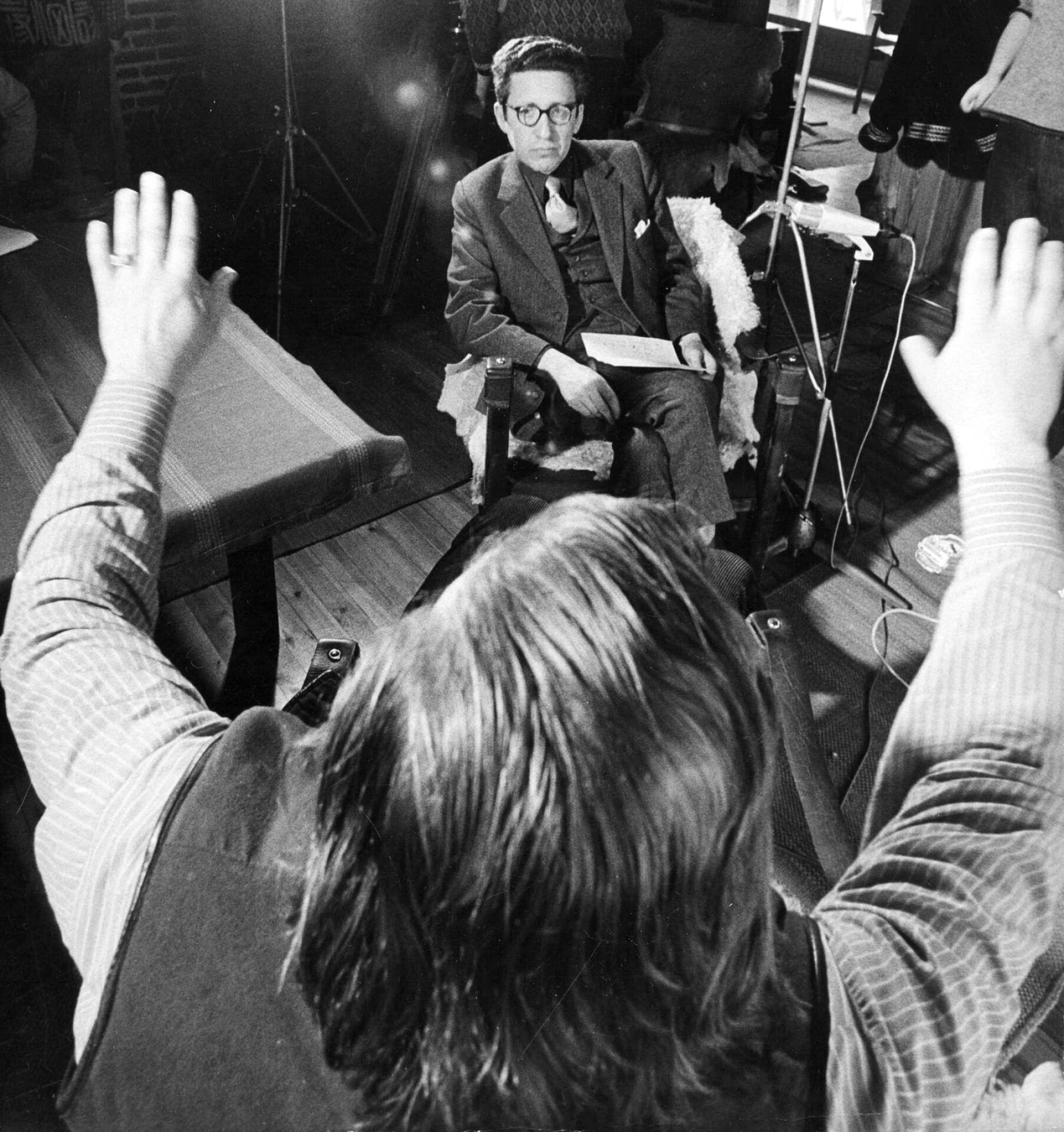
1972.

Henry Bernard Levin (ur. 19 sierpnia 1928, zm. 7 sierpnia 2004) — brytyjski dziennikarz i felietonista. 
Studiował w London School of Economics; po studiach podjął pracę dziennikarską, początkowo w „Truth”, gdzie pisał pod pseudonimem A. E. Cherryman. Kolejnymi pismami, w których publikował, były: „The Manchester Guardian”, „The Spectator”, „The Daily Mail”, „The Daily Express” i przede wszystkim „The Times” (1971–1997). Współpracował także z telewizją (cykle Face the Music i That Was The Week That Was), prowadził wywiady z czołowymi współczesnymi politykami i myślicielami.
W latach 70. XX w. wiele uwagi w swoich artykułach poświęcał sytuacji w krajach bloku komunistycznego, w tym aktywności polskiej opozycji. Został uhonorowany komandorią Orderu Imperium Brytyjskiego (CBE).